# Оразгельдыева, Набат
Набат Оразгельдыева (род. 1921, Бузмени) — советская колхозница. Герой Социалистического Труда (1951).

## Биография
Набат Оразгельдыева родилась в 1921 году в селе Бузмени Хорезмской народной советской республики (сейчас Акдепинского этрапа Дашогузского велаята Туркменистана).
В 1940 году вступила в колхоз «Коммунизм» Ильялинского района Ташаузской области Туркменской ССР. Работала в хлопководческой бригаде. После Великой Отечественной войны возглавила комсомольско-молодёжное звено. В 1950 году звено Оразгельдыевой получило с 9 гектаров хлопок урожайностью 65,2 центнера с гектара.
30 июля 1951 года Указом Президиума Верховного Совета СССР за получение высоких урожаев хлопка в 1950 году на поливных землях удостоена звания Героя Социалистического Труда с вручением ордена Ленина и золотой медали «Серп и Молот».
В 1976 году вышла на пенсию, с 1978 года была персональным пенсионером союзного значения.
Жила в этрапа имени Гурбансолтан-эдже Дашогузского велаята.
Награждена медалями, в том числе «За трудовую доблесть» (30 июня 1950).